# Sir Safety Perugia w europejskich pucharach

## Liga Mistrzów w piłce siatkowej (2014/2015)
| Data       | Miejsce          | Przeciwnik         | Wynik                                   | Runda        |
| ---------- | ---------------- | ------------------ | --------------------------------------- | ------------ |
| 06.11.2014 | Perugia          | Halkbank Ankara    | 3:1 (25:23, 23:25, 25:23, 30:28)        | Faza grupowa |
| 19.11.2014 | Tours            | Tours VB           | 3:2 (26:28, 27:25, 23:25, 28:26, 15:11) | Faza grupowa |
| 02.12.2014 | Maaseik          | Noliko Maaseik     | 3:0 (25:22, 25:15, 25:18)               | Faza grupowa |
| 17.12.2014 | Perugia          | Noliko Maaseik     | 3:0 (25:19, 25:20, 25:20)               | Faza grupowa |
| 22.01.2015 | Perugia          | Tours VB           | 3:0 (25:19, 25:23, 25:20)               | Faza grupowa |
| 27.01.2015 | Ankara           | Halkbank Ankara    | 1:3 (17:25, 25:19, 19:25, 18:25)        | Faza grupowa |
| 12.02.2015 | Jastrzębie-Zdrój | Jastrzębski Węgiel | 3:2 (18:25, 25:21, 27:25, 24:26, 15:11) | 1/12 finału  |
| 18.02.2015 | Perugia          | Jastrzębski Węgiel | 3:0 (25:18, 25:22, 25:17)               | 1/12 finału  |
| 04.03.2015 | Perugia          | PGE Skra Bełchatów | 3:2 (25:17, 20:25, 25:23, 23:25, 16:14) | 1/6 finału   |
| 11.03.2015 | Łódź             | PGE Skra Bełchatów | 1:3 (25:16, 22:25, 23:25, 18:25)        | 1/6 finału   |

## Liga Mistrzów w piłce siatkowej (2016/2017)
| Data       | Miejsce   | Przeciwnik             | Wynik                                   | Runda             |
| ---------- | --------- | ---------------------- | --------------------------------------- | ----------------- |
| 16.11.2016 | Amriswil  | Volley Amriswil        | 3:1 (25:20, 22:25, 25:18, 25:19)        | II - Kwalifikacje |
| 20.11.2016 | Perugia   | Volley Amriswil        | 3:0 (25:20, 25:14, 25:18)               | II - Kwalifikacje |
| 07.12.2016 | Ankara    | Halkbank Ankara        | 3:0 (25:19, 25:23, 25:23)               | Faza grupowa      |
| 22.12.2016 | Perugia   | Knack Roeselare        | 3:0 (25:22, 25:21, 25:23)               | Faza grupowa      |
| 18.01.2017 | Perugia   | Biełogorje Biełgorod   | 3:2 (11:25, 25:14, 31:29, 18:25, 15:13) | Faza grupowa      |
| 01.02.2017 | Biełgorod | Biełogorje Biełgorod   | 3:2 (25:19, 16:25, 24:26, 25:17, 15:11) | Faza grupowa      |
| 15.02.2017 | Roeselare | Knack Roeselare        | 2:3 (18:25, 25:20, 25:20, 22:25, 13:15) | Faza grupowa      |
| 01.03.2017 | Perugia   | Halkbank Ankara        | 3:1 (23:25, 25:18, 25:20, 25:16)        | Faza grupowa      |
| 29.04.2017 | Rzym      | Cucine Lube Civitanova | 3:2 (25:19, 22:25, 25:19, 21:25, 15:9)  | Półfinał          |
| 30.04.2017 | Rzym      | Zenit Kazań            | 0:3 (15:25, 23:25, 14:25)               | Finał             |

## Liga Mistrzów w piłce siatkowej (2017/2018)
| Data       | Miejsce           | Przeciwnik             | Wynik                                   | Runda             |
| ---------- | ----------------- | ---------------------- | --------------------------------------- | ----------------- |
| 08.11.2017 | Soligorsk         | Szachcior Soligorsk    | 3:1 (23:25, 25:20, 25:17, 25:16)        | II - Kwalifikacje |
| 12.11.2017 | Perugia           | Szachcior Soligorsk    | 3:0 (25:15, 25:16, 25:19)               | II - Kwalifikacje |
| 06.12.2017 | Perugia           | Cucine Lube Civitanova | 3:2 (28:30, 20:25, 25:23, 25:19, 15:9)  | Faza grupowa      |
| 20.12.2017 | Stambuł           | Fenerbahçe SK          | 3:0 (25:20, 25:21, 25:23)               | Faza grupowa      |
| 16.01.2018 | Roeselare         | Knack Roeselare        | 3:2 (21:25, 27:25, 25:15, 21:25, 15:12) | Faza grupowa      |
| 31.01.2018 | Perugia           | Knack Roeselare        | 3:0 (25:16, 25:22, 25:17)               | Faza grupowa      |
| 15.02.2018 | Perugia           | Fenerbahçe SK          | 3:1 (25:22, 25:12, 20:25, 25:18)        | Faza grupowa      |
| 28.02.2018 | Civitanova Marche | Cucine Lube Civitanova | 3:0 (26:24, 25:23, 27:25)               | Faza grupowa      |
| 13.03.2018 | Ankara            | Halkbank Ankara        | 3:0 (25:18, 25:22, 31:29)               | 1/12 finału       |
| 21.03.2018 | Perugia           | Halkbank Ankara        | 3:0 (25:23, 25:23, 25:13)               | 1/12 finału       |
| 04.04.2018 | Perugia           | Lokomotiw Nowosybirsk  | 3:1 (24:26, 25:15, 25:19, 25:21)        | 1/6 finału        |
| 11.04.2018 | Nowosybirsk       | Lokomotiw Nowosybirsk  | 2:3 (25:20, 22:25, 25:17, 21:25, 11:15) | 1/6 finału        |
| 12.05.2018 | Kazań             | Zenit Kazań            | 0:3 (22:25, 20:25, 20:25)               | Półfinał          |
| 13.05.2018 | Kazań             | ZAKSA Kędzierzyn-Koźle | 3:2 (17:25, 29:27, 19:25, 25:23, 15:7)  | Mecz o 3. miejsce |

## Liga Mistrzów w piłce siatkowej (2018/2019)
| Data       | Miejsce  | Przeciwnik       | Wynik                                   | Runda        |
| ---------- | -------- | ---------------- | --------------------------------------- | ------------ |
| 21.11.2018 | Perugia  | Dinamo Moskwa    | 3:0 (25:23, 27:25, 25:21)               | Faza grupowa |
| 19.12.2018 | Tours    | Tours VB         | 3:1 (25:19, 16:25, 25:19, 27:25)        | Faza grupowa |
| 15.01.2019 | Izmir    | Arkas Spor Izmir | 3:1 (25:10, 25:19, 22:25, 25:23)        | Faza grupowa |
| 30.01.2019 | Perugia  | Tours VB         | 3:0 (25:20, 25:20, 25:19)               | Faza grupowa |
| 13.02.2019 | Moskwa   | Dinamo Moskwa    | 3:1 (22:25, 25:21, 25:20, 25:23)        | Faza grupowa |
| 27.02.2019 | Perugia  | Arkas Spor Izmir | 3:1 (25:21, 25:22, 25:27, 25:16)        | Faza grupowa |
| 14.03.2019 | Chaumont | Chaumont VB 52   | 3:2 (25:21, 29:31, 17:25, 25:19, 16:14) | Ćwierćfinał  |
| 20.03.2019 | Perugia  | Chaumont VB 52   | 3:0 (25:21, 25:16, 25:17)               | Ćwierćfinał  |
| 03.04.2019 | Perugia  | Zenit Kazań      | 2:3 (22:25, 26:24, 25:27, 25:20, 13:15) | Półfinał     |
| 10.04.2019 | Kazań    | Zenit Kazań      | 1:3 (25:22, 23:25, 23:25, 24:26)        | Półfinał     |

## Liga Mistrzów w piłce siatkowej (2019/2020)
| Data       | Miejsce      | Przeciwnik                  | Wynik                            | Runda        |
| ---------- | ------------ | --------------------------- | -------------------------------- | ------------ |
| 04.12.2019 | Perugia      | SL Benfica                  | 3:1 (25:18, 24:26, 25:15, 25:19) | Faza grupowa |
| 11.12.2019 | Tours        | Tours VB                    | 3:0 (32:30, 25:19, 25:18)        | Faza grupowa |
| 17.12.2019 | Warszawa     | Verva Warszawa Orlen Paliwa | 3:1 (25:17, 23:25, 25:21, 26:24) | Faza grupowa |
| 29.01.2020 | Perugia      | Tours VB                    | 3:0 (25:21, 25:15, 25:21)        | Faza grupowa |
| 13.02.2020 | Lizbona      | SL Benfica                  | 3:1 (26:24, 25:21, 22:25, 25:17) | Faza grupowa |
| 19.02.2020 | Perugia      | Verva Warszawa Orlen Paliwa | 3:1 (25:17, 25:27, 25:17, 25:19) | Faza grupowa |
| 04.03.2020 | Nowy Urengoj | Fakieł Nowy Urengoj         | 3:1 (25:23, 25:21, 22:25, 25:21) | Ćwierćfinał  |
|            | Perugia      | Fakieł Nowy Urengoj         |                                  | Ćwierćfinał  |

## Liga Mistrzów w piłce siatkowej (2020/2021)
| Data       | Miejsce | Przeciwnik             | Wynik                                        | Runda        |
| ---------- | ------- | ---------------------- | -------------------------------------------- | ------------ |
| 08.12.2020 | Tours   | Cucine Lube Civitanova | 1:3 (22:25, 25:22, 20:25, 23:25)             | Faza grupowa |
| 09.12.2020 | Tours   | Arkas Spor Izmir       | 3:0 (25:0, 25:0, 25:0)                       | Faza grupowa |
| 10.12.2020 | Tours   | Tours VB               | 3:0 (25:19, 25:22, 25:22)                    | Faza grupowa |
| 09.02.2021 | Perugia | Arkas Spor Izmir       | 3:0 (25:0, 25:0, 25:0)                       | Faza grupowa |
| 10.02.2021 | Perugia | Cucine Lube Civitanova | 3:0 (25:21, 25:18, 25:21)                    | Faza grupowa |
| 11.02.2021 | Perugia | Tours VB               | 3:1 (18:25, 25:15, 25:14, 25:21)             | Faza grupowa |
| 23.02.2021 | Modena  | Leo Shoes Modena       | 0:3 (21:25, 18:25, 22:25)                    | Ćwierćfinał  |
| 02.03.2021 | Perugia | Leo Shoes Modena       | 3:0 (25:23, 25:18, 25:21, (złoty set: 15:5)) | Ćwierćfinał  |
| 18.03.2021 | Trydent | Itas Trentino          | 0:3 (21:25, 16:25, 23:25)                    | Półfinał     |
| 24.03.2021 | Perugia | Itas Trentino          | 3:2 (25:22, 25:17, 23:25, 17:25, 15:6)       | Półfinał     |

## Liga Mistrzów w piłce siatkowej (2021/2022)
| Data       | Miejsce | Przeciwnik             | Wynik                                                       | Runda        |
| ---------- | ------- | ---------------------- | ----------------------------------------------------------- | ------------ |
| 02.12.2021 | Perugia | Itas Trentino          | 3:0 (25:21, 25:18, 25:23)                                   | Faza grupowa |
| 15.12.2021 | Cannes  | AS Cannes VB           | 3:0 (25:15, 25:22, 25:18)                                   | Faza grupowa |
| 12.01.2022 | Stambuł | Fenerbahçe HDI Sigorta | 3:0 (26:24, 27:25, 25:22)                                   | Faza grupowa |
| 27.01.2022 | Perugia | AS Cannes VB           | 3:0 (25:0, 25:0, 25:0)                                      | Faza grupowa |
| 10.02.2022 | Trydent | Itas Trentino          | 3:0 (25:18, 25:21, 25:23)                                   | Faza grupowa |
| 16.02.2022 | Perugia | Fenerbahçe HDI Sigorta | 3:0 (25:17, 25:21, 25:17)                                   | Faza grupowa |
|            |         | Zenit Petersburg       | 3:0 (25:0, 25:0, 25:0)                                      | Ćwierćfinał  |
|            |         | Zenit Petersburg       | 3:0 (25:0, 25:0, 25:0)                                      | Ćwierćfinał  |
| 30.03.2022 | Perugia | Itas Trentino          | 2:3 (23:25, 25:19, 23:25, 30:28, 12:15)                     | Półfinał     |
| 07.04.2022 | Trydent | Itas Trentino          | 3:2 (21:25, 25:21, 16:25, 25:20, 15:13, (złoty set: 15:17)) | Półfinał     |

## Liga Mistrzów w piłce siatkowej (2022/2023)
| Data          | Miejsce          | Przeciwnik               | Wynik                                   | Runda        |
| ------------- | ---------------- | ------------------------ | --------------------------------------- | ------------ |
| 09.11.2022    | Perugia          | ACH Volley Lublana       | 3:0 (25:19, 25:16, 25:19)               | Faza grupowa |
| 16.11.2022    | Ankara           | Ziraat Bankası Ankara    | 3:1 (24:26, 25:22, 25:20, 25:23)        | Faza grupowa |
| 29.11.2022    | Düren            | SWD powervolleys Düren   | 3:0 (25:17, 25:23, 25:21)               | Faza grupowa |
| 14.12.2022    | Perugia          | Ziraat Bankası Ankara    | 3:1 (25:17, 19:25, 25:17, 25:17)        | Faza grupowa |
| 11.01.2023    | Lublana          | ACH Volley Lublana       | 3:1 (25:21, 25:15, 23:25, 25:15)        | Faza grupowa |
| 25.01.2023    | Perugia          | SWD powervolleys Düren   | 3:1 (28:30, 26:24, 25:20, 25:19)        | Faza grupowa |
| 08.03.2023    | Berlin           | Berlin Recycling Volleys | 3:1 (25:18, 25:15, 23:25, 25:17)        | Ćwierćfinał  |
| 15.03.2023    | Perugia          | Berlin Recycling Volleys | 3:2 (24:26, 25:21, 22:25, 25:17, 15:13) | Ćwierćfinał  |
| 28-30.03.2023 | Kędzierzyn-Koźle | ZAKSA Kędzierzyn-Koźle   |                                         | Półfinał     |
| 04-06.04.2023 | Perugia          | ZAKSA Kędzierzyn-Koźle   |                                         | Półfinał     |

## Bilans spotkań
| Rozgrywki               | Miejsce    | Liczba meczów | Zwycięstwa | Porażki | Sety   |
| ----------------------- | ---------- | ------------- | ---------- | ------- | ------ |
| Liga Mistrzów 2014/2015 | 1/6 finału | 10            | 8          | 2       | 26:13  |
| Liga Mistrzów 2016/2017 | 2          | 10            | 8          | 2       | 26:14  |
| Liga Mistrzów 2017/2018 | 3          | 14            | 12         | 2       | 38:15  |
| Liga Mistrzów 2018/2019 | Półfinał   | 10            | 8          | 2       | 27:12  |
| Razem                   | Razem      | 44            | 36         | 8       | 117:54 |